# Вилхелм (Шаумбург-Липе)
Вилхелм Фридрих Ернст фон Шаумбург-Липе (на немски: Wilhelm Friedrich Ernst zu Schaumburg-Lippe; * 9 януари 1724 в Лондон; † 10 септември 1777 г. в Хауз Берглебен, Вьолпингхаузен) от фамилията Дом Липе е граф на Шаумбург-Липе в Бюкебург (1748 – 1777). Той е най-прочутият от фамилията Шаумбург-Липе, военен теоретик, командир на войска през Седемгодишната война.
Той е вторият син на граф Албрехт Волфганг фон Шаумбург-Липе (1699 – 1748) и първата му съпруга графиня Маргарета Гертруд фон Оейнхаузен (1701 – 1726), незаконна дъщеря на крал Джордж I от Великобритания.
Внук е на граф Фридрих Христиан фон Липе-Шаумбург (1655 – 1728) и графиня Йохана София фон Хоенлое-Лангенбург (1673 – 1743). Баща му се жени втори път 1730 г. за принцеса Шарлота Фридерика фон Насау-Зиген (1702 – 1785), вдовица на княз Леополд фон Анхалт-Кьотен (1694 – 1728), дъщеря на княз Фридрих Вилхелм I Адолф фон Насау-Зиген и Елизабет Франциска фон Хесен-Хомбург.
Вилхелм е роден в Лондон, учи в Женева, следва в Лайден и Монпелие и влиза в кралската телохранителна гарда във Великобритания.
По-големият му брат наследственият принц Георг (1722 – 1742) умира при дуел през 1742 г. и той се връща като наследник в Бюкебург. Той придружава баща си, който тогава е генерал на холандскка служба, в похода против Франция.
Той отива в Берлин при Фридрих Велики, където е в тесния кръг около Волтер. Той говори френски, английски, латински, италиански и португалски. При избухването на Седемгодишната война той дава свой контингент на войската на съюзниците, става генерал-майор на Курфюрство Брауншвайг-Люнебург. През 1764 г. той се връща обратно в Германия и е номиниран от британската корона на британски фелдмаршал за заслугите му като командир на британската войска в Португалия.
Вилхелм умира без наследници през 1777 г. и е наследен от братовчед му Филип II Ернст.
Погребан е до съпругата му и дъщеря му в построения от него мавзолей при ловния дворец Баум в Шаумбургер валд.

## Фамилия
Вилхелм се жени на 12 ноември 1765 г. в Щадтхаген за по-младата с 20 години графиня Мария Барбара Елеонора фон Липе-Бистерфелд (* 16 юни 1744; † 16 юни 1776), дъщеря на граф Фридрих Карл Август фон Липе-Бистерфелд (1706 – 1781) и графиня Барбара Елеонора фон Золмс-Барут (1707 – 1744). Те имат децата:
- Емилия (1771 – 1774)
- син (*/† 1772)

Той има от неизвестна жена една дъщеря:
- Олиампия Патронелия Ернестина де Шаумбург-Липе (1764 – 1822), омъжена за Норберто Антонио Чалберт

## Издания
- Schriften und Briefe. von Curd Ochwadt. (Leibniz-Archivs; 6 – 8). Klostermann, Frankfurt am Main 1977 – 1983.
  - Bd. 1: Philosophische und politische Schriften. 1977. (books.google.com)
  - Bd. 2: Militärische Schriften. 1977. (books.google.com)
  - Bd. 3: Briefe. 1983. (books.google.com)